# オムリ・カスピ
オムリ・カスピ（ヘブライ語: עמרי כספי,英語: Omri Moshe Casspi、1988年6月22日 - ）は、イスラエルの元バスケットボール選手。中央地区ヤブネ出身。ポジションはスモールフォワード。206cm、102kg。NBA史上初のイスラエル出身の選手だった。

## 来歴
17歳で国内リーグのマッカビ・テルアビブBCでプロデビュー。その後レンタル移籍を経て2009年のNBAドラフトにエントリーを表明し、サクラメント・キングスから指名を受け、記念すべきNBA初のイスラエル出身選手となった。
その後、クリーブランド・キャバリアーズ、ヒューストン・ロケッツを経て2014-15シーズンより再びサクラメント・キングスに所属。2015年4月7日のミネソタ・ティンバーウルブズ戦では、自己最多の31得点を記録した。
2017年2月19日、デマーカス・カズンズ絡みの大型トレードで、カズンズと共にニューオーリンズ・ペリカンズに移籍した。しかし、ペリカンズ加入初戦となったヒューストン・ロケッツ戦で右手を負傷。翌日解雇。3月18日、ミネソタ・ティンバーウルブズはネマニャ・ビエリツァが負傷でシーズン残り試合の欠場が決まったのを受け、カスピとシーズン終了までの契約を結んだ。
2017年7月4日、ゴールデンステート・ウォリアーズとミニマム契約した。他チームからより高額な提示を受けていたが当時プレーオフ未出場の現役選手の中で、最もレギュラーシーズンの試合数が多かった（つまりは、レギュラーシーズンの出場数が多いのにプレーオフと全く縁のなかった）こともありウォリアーズへの加入を即決していた。
2018年4月7日、ウォリアーズからウェイブされた。